# هوگو لدرر

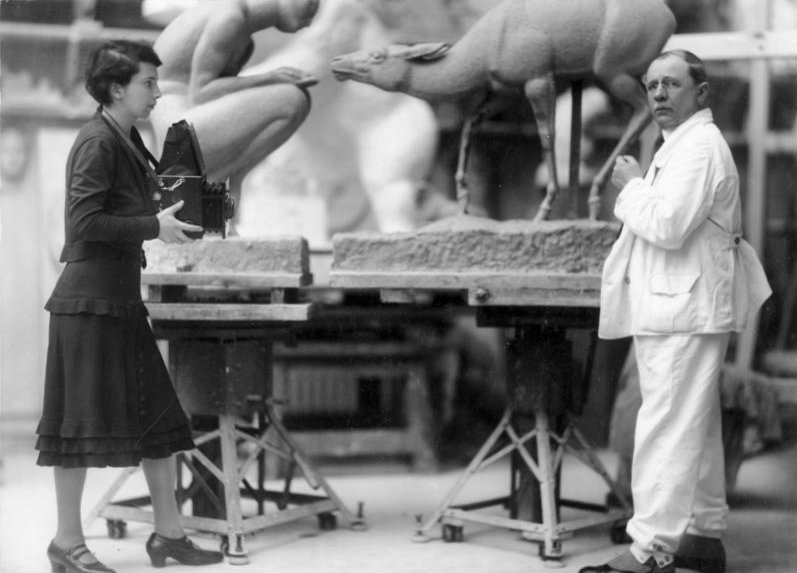
هوگو لدرر و ایوا.

هوگو لدرر (زاده ۱۶ نوامبر ۱۸۷۱ – درگذشته ۱ اوت ۱۹۴۰) مجسمه‌ساز آلمانی بود.

## زندگی و کار
لدرر پسر ادوارد لدرر نقاش تزیینی بود که در شهر ازنویمو در جنوب موراویا، در نزدیکی مرز چک و اتریش، به دنیا آمد. از سال ۱۸۸۴ تا ۱۸۸۸ آموزش‌های حرفه ای را در صنعت سرامیک محلی دریافت کرد و سپس در یک کارگاه صنایع دستی در ارفورت به کار مشغول شد. از سال ۱۸۹۰ ابتدا با یوهانس شیلینگ در درسدن، سپس از سال ۱۸۹۲ در استودیوی کریستین بهرنز در شهر وروتسواف لهستان و سرانجام با رابرت توبرنتز در برلین کار کرد و در آنجا در تکمیل لوتر -دنکمال مشارکت داشت. در سال ۱۸۹۵ به عنوان یک هنرمند آزاد در برلین ساکن شد. در سال ۱۸۹۸ او یک گروه نابغه برای شهر کرفلد ایجاد کرد. لدرر اولین کمیسیون اصلی خود را در سال ۱۹۰۲ به عنوان برنده مسابقه (با ۲۱۹ شرکت‌کننده) برای یادمان بیسمارک در هامبورگ دریافت کرد. طرح او برای همان بنای تاریخی در دوسلدورف در سال ۱۸۹۸ رد شد، اما بعداً توسط شهر بارمن خریداری شد. از سال ۱۹۰۲ تا ۱۹۰۶ با معمار امیل شاوت در اجرای این پروژه بزرگ کار کرد. اولین آثار او طبیعت‌گرایانه بود، اما ویژگی آثار یادبود او ساخت شخصیت‌هایی خودبزرگ‌بین، ملی‌گرا و قهرمان‌گونه بود. برخی آثار دیگر او نیز اکسپرسیونیستی‌تر و متمایل به حالت قهرمانانه بودند، مانند چهره‌های پرتره و شخصیت‌های نمادین مرد.
لدرر در سال ۱۹۱۹ به عنوان استاد مجسمه‌سازی در «فرهنگستان هنرهای تجسمی پروس» در برلین منصوب شد. برخی از شاگردان او عبارت بودند از: هانس متل، گوستاو زایتز، امی رودر و یوزف توراک. در سال ۱۹۳۱ لدرر برای به دست آوردن وظایف ایالتی بیشتر به عضویت سازمان کهنه‌سربازان اشتال‌هلم درآمد، اما با تغییر قدرت در سال ۱۹۳۳ این وظایف نیز برچیده شد. در سال ۱۹۳۶ او آخرین سفارش کار خود را برای ساخت یک بنای یادبود از خانواده کروپ دریافت کرد.
لدرر پس از یک بیماری طولانی در ۱ اوت ۱۹۴۰ درگذشت. او را در «ویلمرس‌دورفر والدفریدهوف» برلین به خاک سپردند.

## گزیده آثار

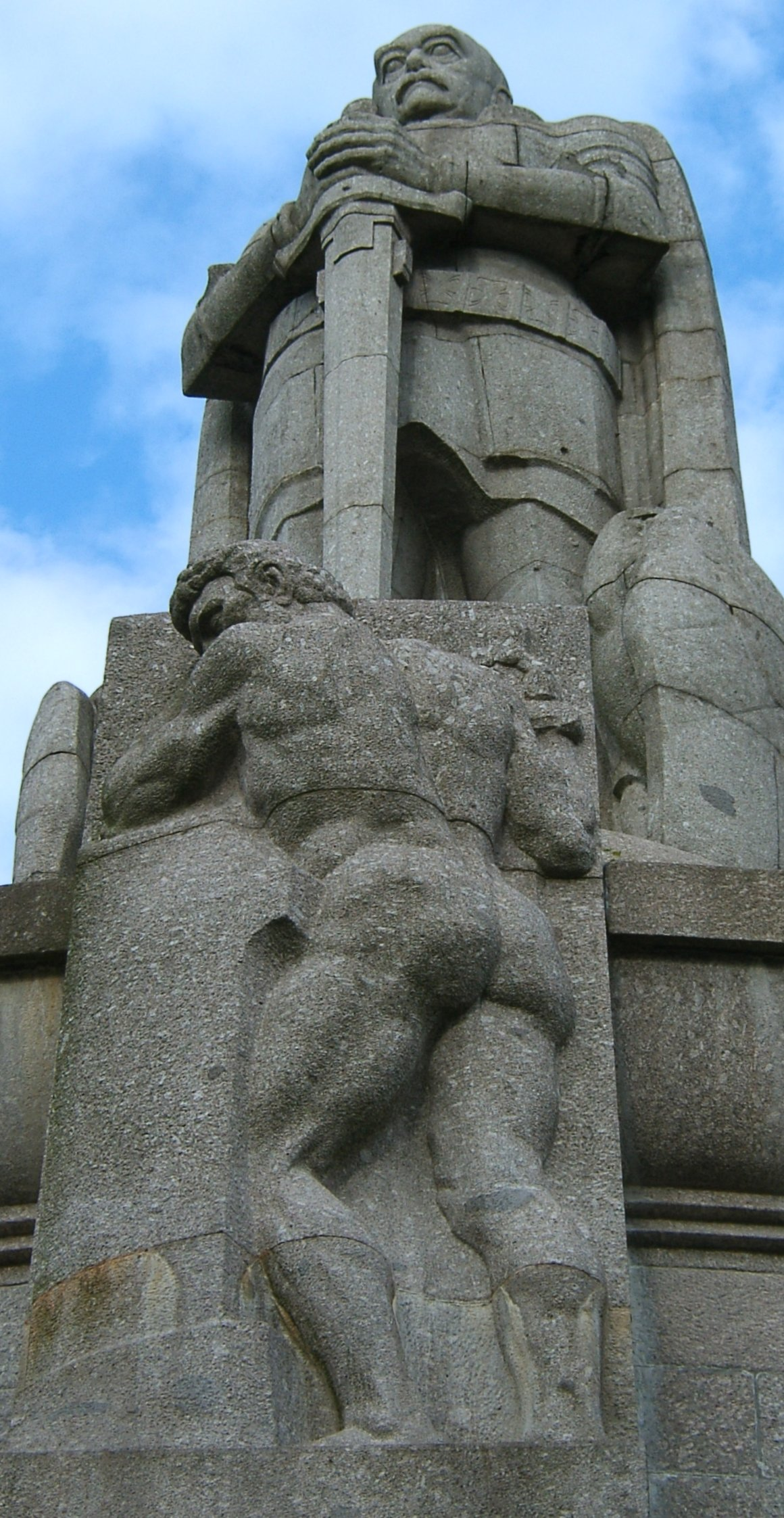
جزئیات یادمان بیسمارک در هامبورگ

- سرنوشت (Das Schicksal) (۱۸۹۶/۱۹۰۵)، این اثر اکنون در گورستان اولسدورف در هامبورگ قرار دارد.
- یادمان بیسمارک  (۱۸۹۸/۱۹۱۱)، در ووپرتال - بارمن
- یادمان بیسمارک (۱۹۰۲–۱۹۰۶)، Elbhöhe در هامبورگ (با همکاری معمار Emil Schaudt)
- Fechter-Brunnen (1904)، میدان دانشگاه در برسلاو
- مجسمه سوارکاری امپراتور فردریک سوم (۱۹۱۱)، کایزرپلاتس در آخن
- لووندنکمال، تئودور تانتزن -پلاتز در اولدنبورگ
- رینگر (۱۹۰۸)، Heerstraße در برلین-شارلوتنبورگ
- Fischpüddelchen-Brunnen (1911)، آخن
- یادمان هاینه  (۱۹۱۱/۲۶)، هامبورگ - در سال ۱۹۴۳ ذوب شد و توسط والدمار اتو در سال ۱۹۸۲ بازسازی شد.
- Relief für Freiherr vom Stein (1914)، Rathaus در برلین-شونبرگ
- یادمان پزشکان (۱۹۲۶)، آیزناخ
- Bärenbrunnen (1928)، وردرشر مارکت در برلین-میته
- Säugende Bärin (1929)، Rathaus/Finanzamt در برلین-زهلندورف
- مقبره گوستاو استراسمن - جایزه صلح نوبل ۱۹۲۶ - (۱۹۲۹/۳۰)، لویزنشتادتیسچر فریدهوف در برلین-کروزبرگ
- یادمان آرتور-نیکیش (۱۹۳۰)، گواندهاوس در لایپزیگ
- Stierbrunnen یا Fruchtbarkeits-Brunnen (1927/34)، Arnswalder Platz در برلین-Prenzlauer Berg
- Läufergruppe (1928)، برلین - در سال ۱۹۴۳ ذوب شد
- یادمان فریدریش آلفرد کروپ، ویلا هوگل در اسن

لدرر ازجمله برای ریشارد اشتراوس (۱۹۰۸) و پاول فن هیندنبورگ پرتره‌هایی ساخت.

## نگاره‌ها

### بناهای تاریخی

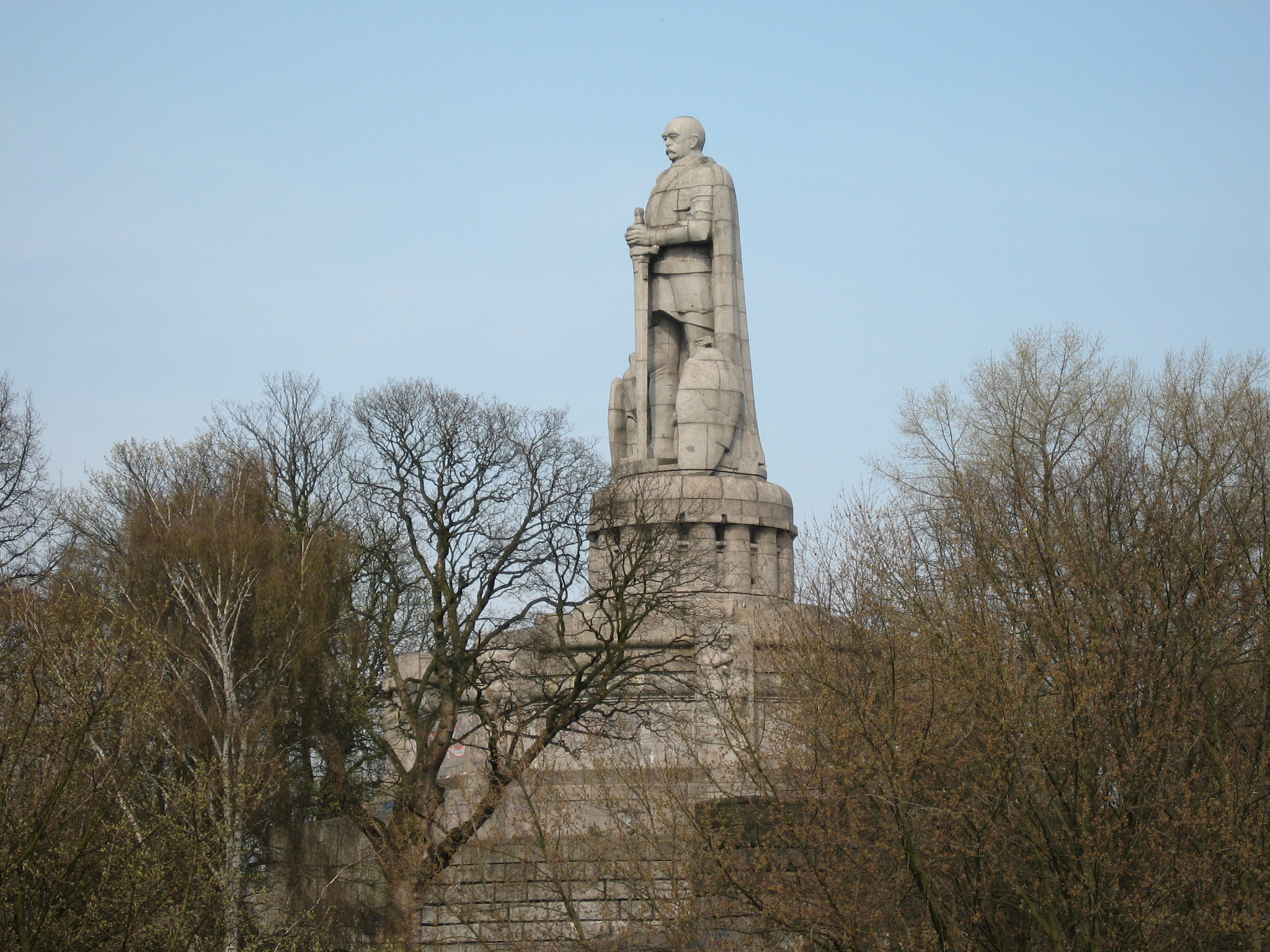
بنای یادبود بیسمارک در هامبورگ
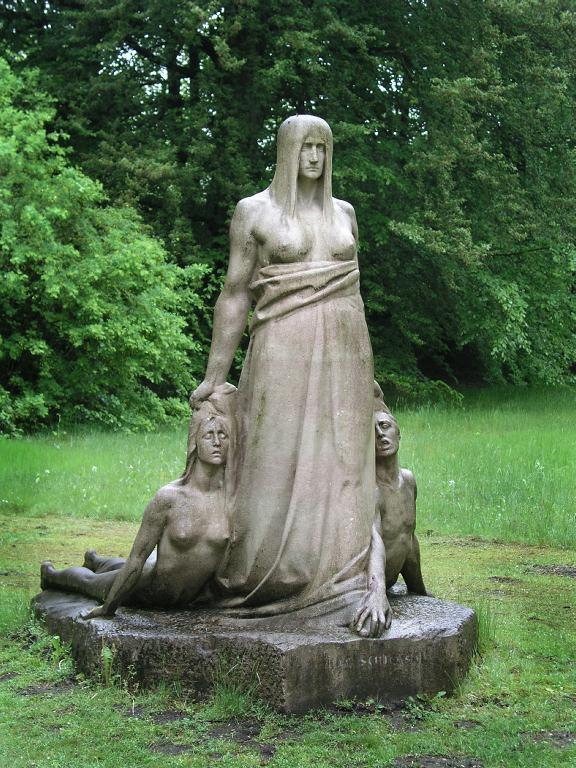
سرنوشت ، هامبورگ (۱۸۹۶/۱۹۰۵)
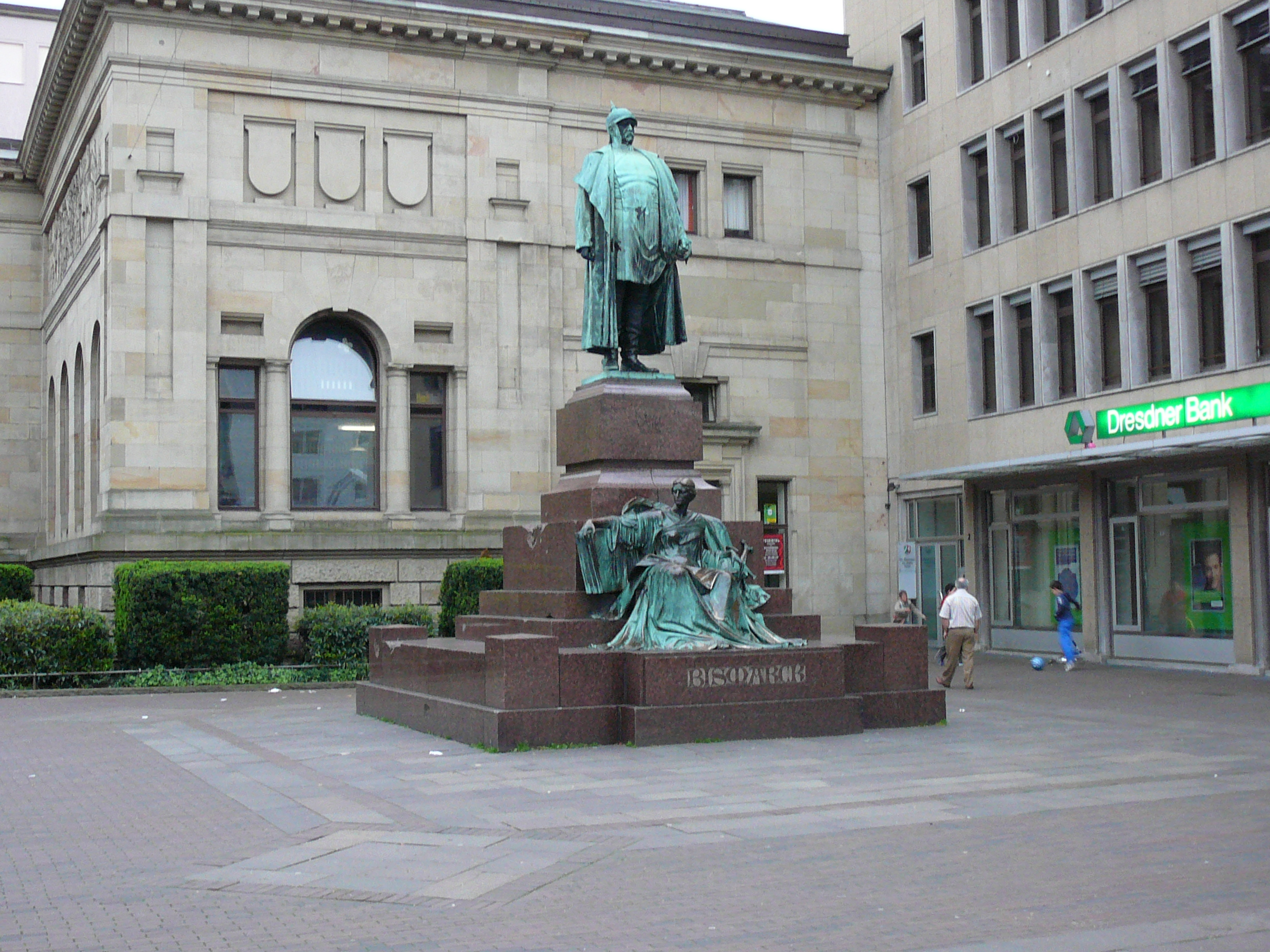
بیسمارک دنکمال (۱۸۹۸/۱۹۱۱)، ووپرتال-بارمن
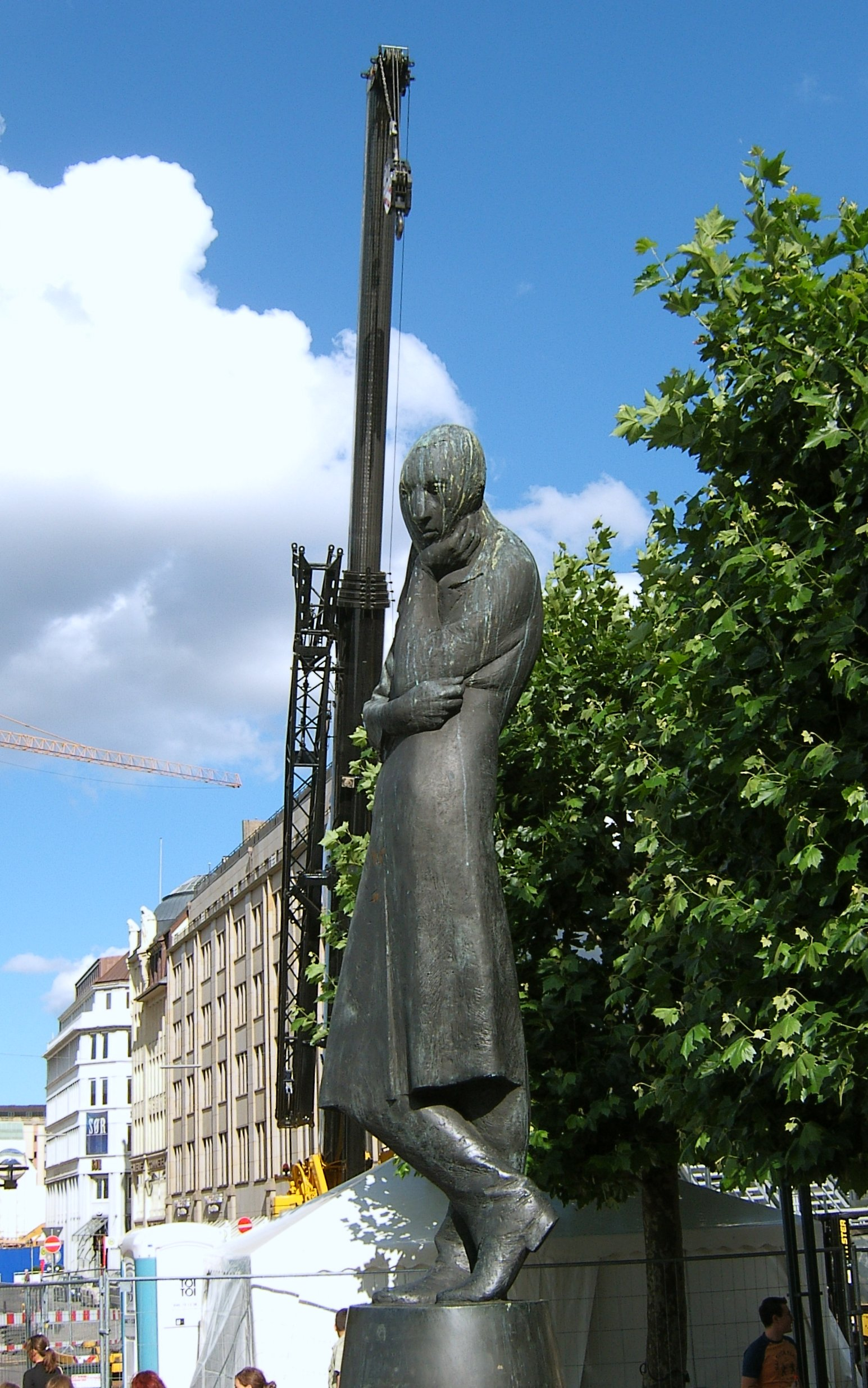
هاینه دنکمال (۱۹۱۱/۲۶)، هامبورگ
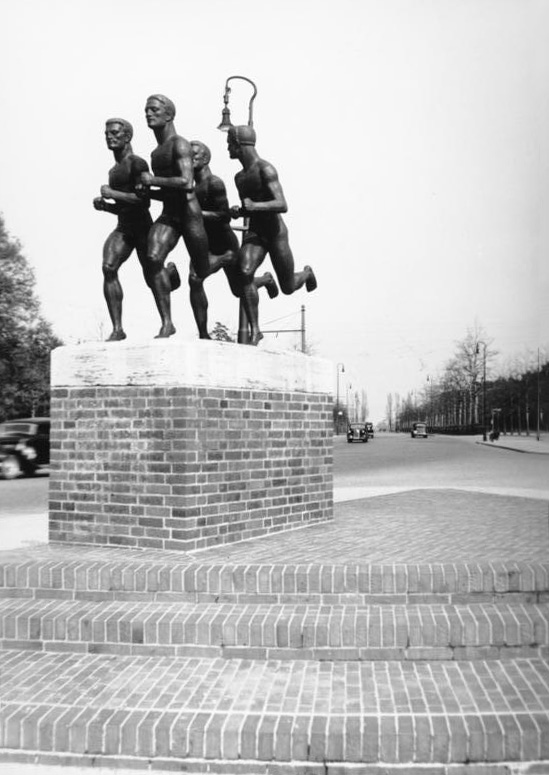
Läufergruppe ، برلین (۱۹۲۸) - در سال ۱۹۴۳ ذوب شد
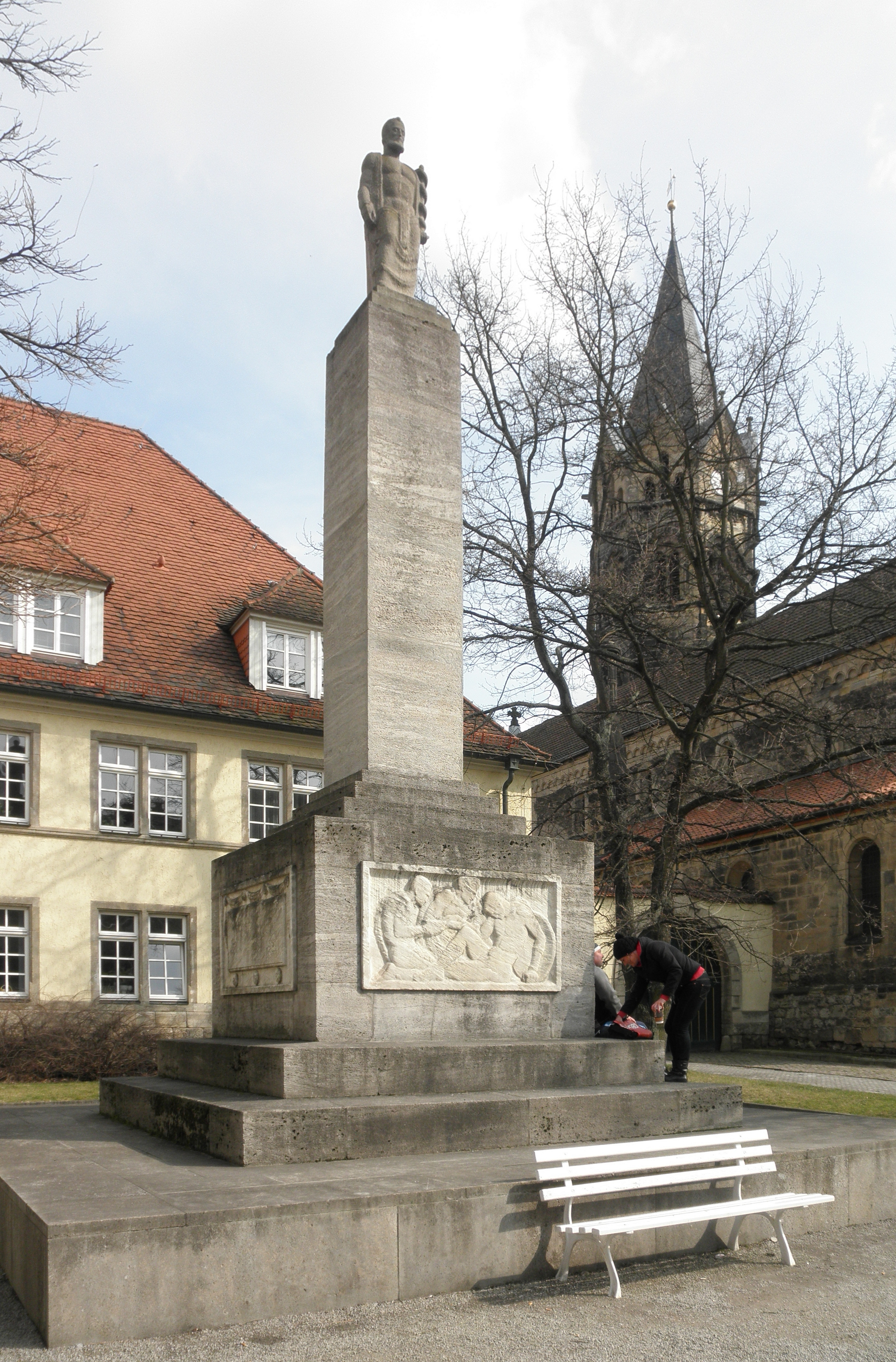
Orztedenkmal ، آیزناخ (۱۹۲۶)

### فواره‌ها

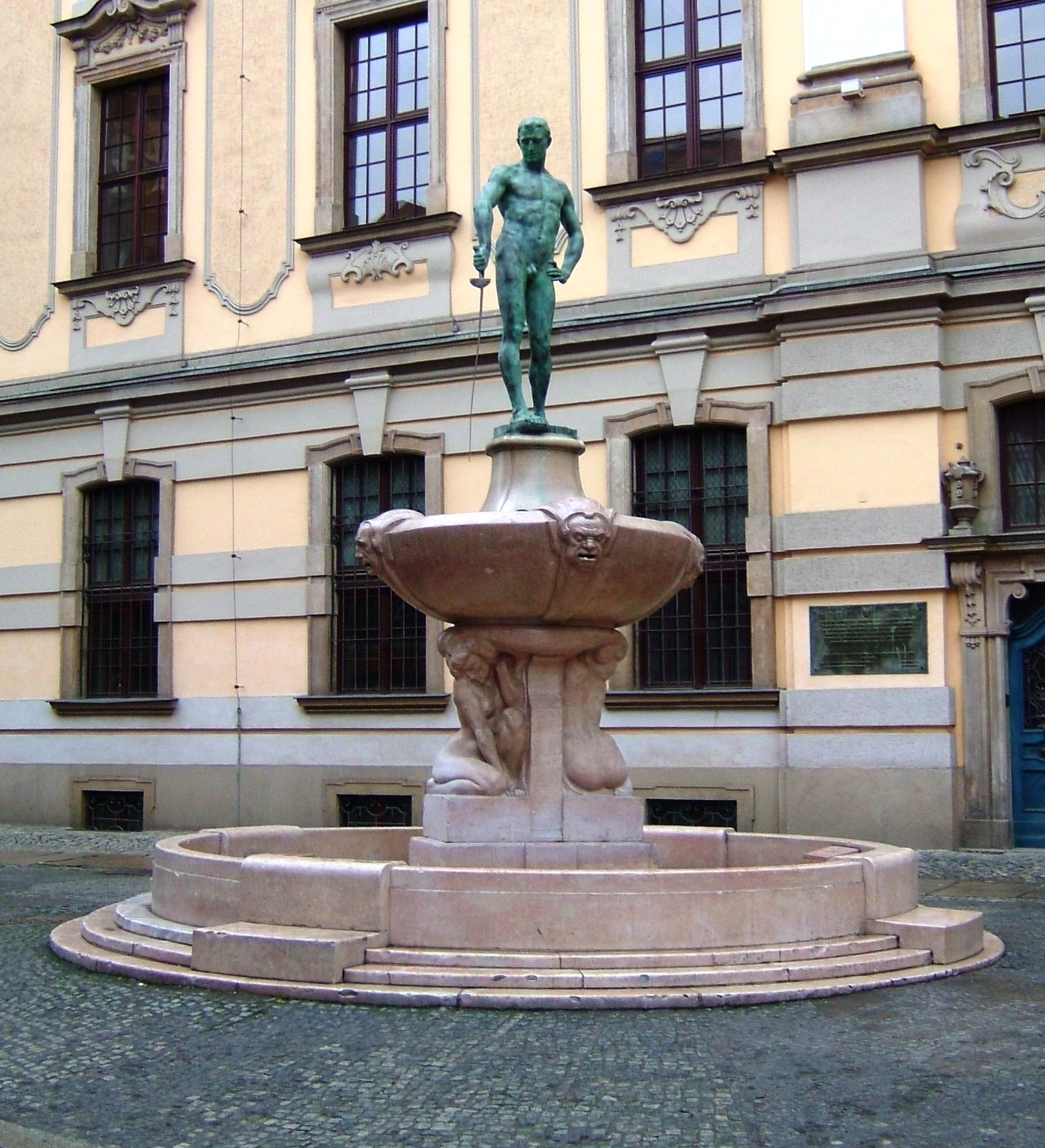
Fechterbrunnen , Breslau (1904)
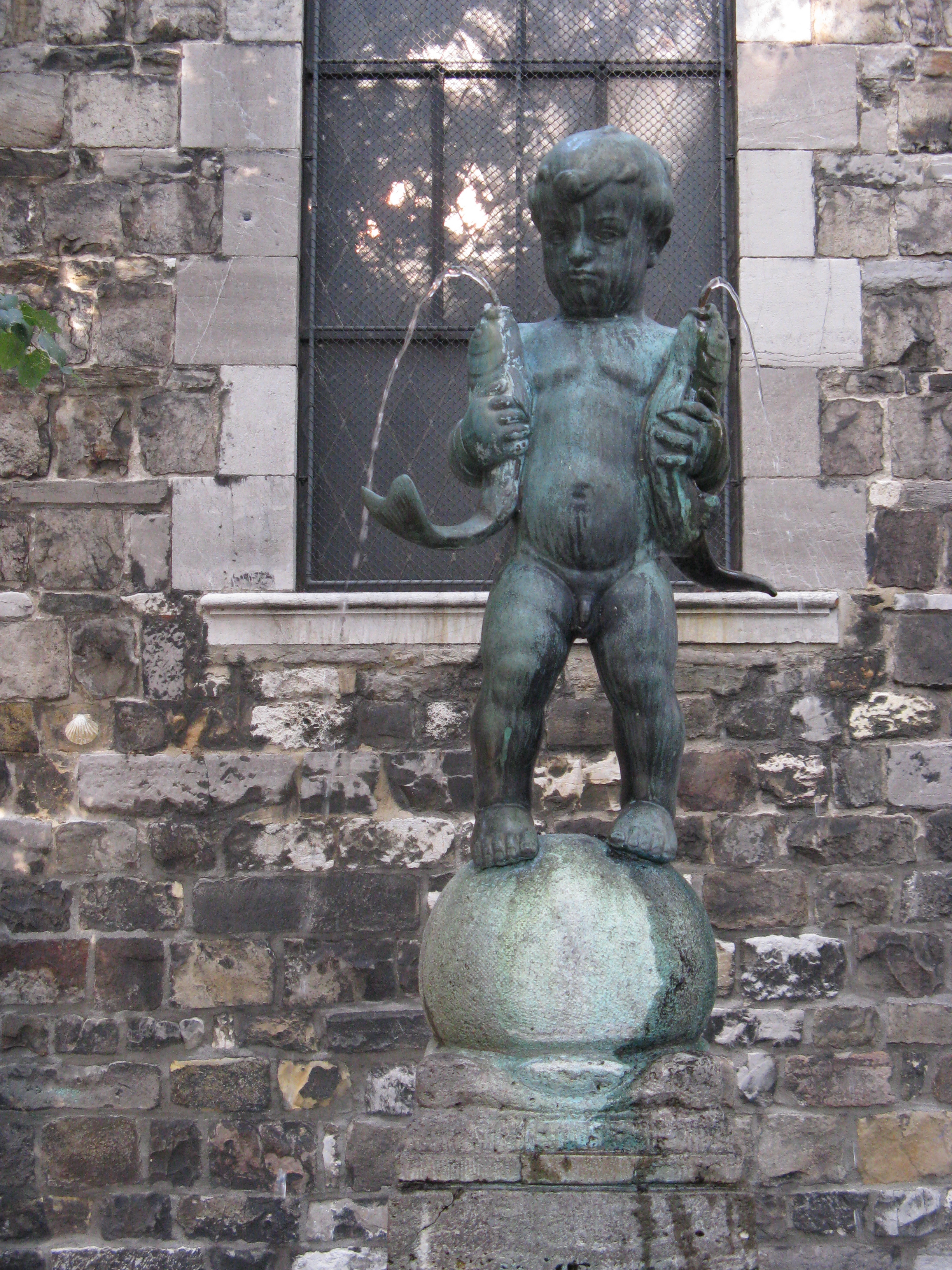
Fischpüddelchen-Brunnen (1911)، آخن
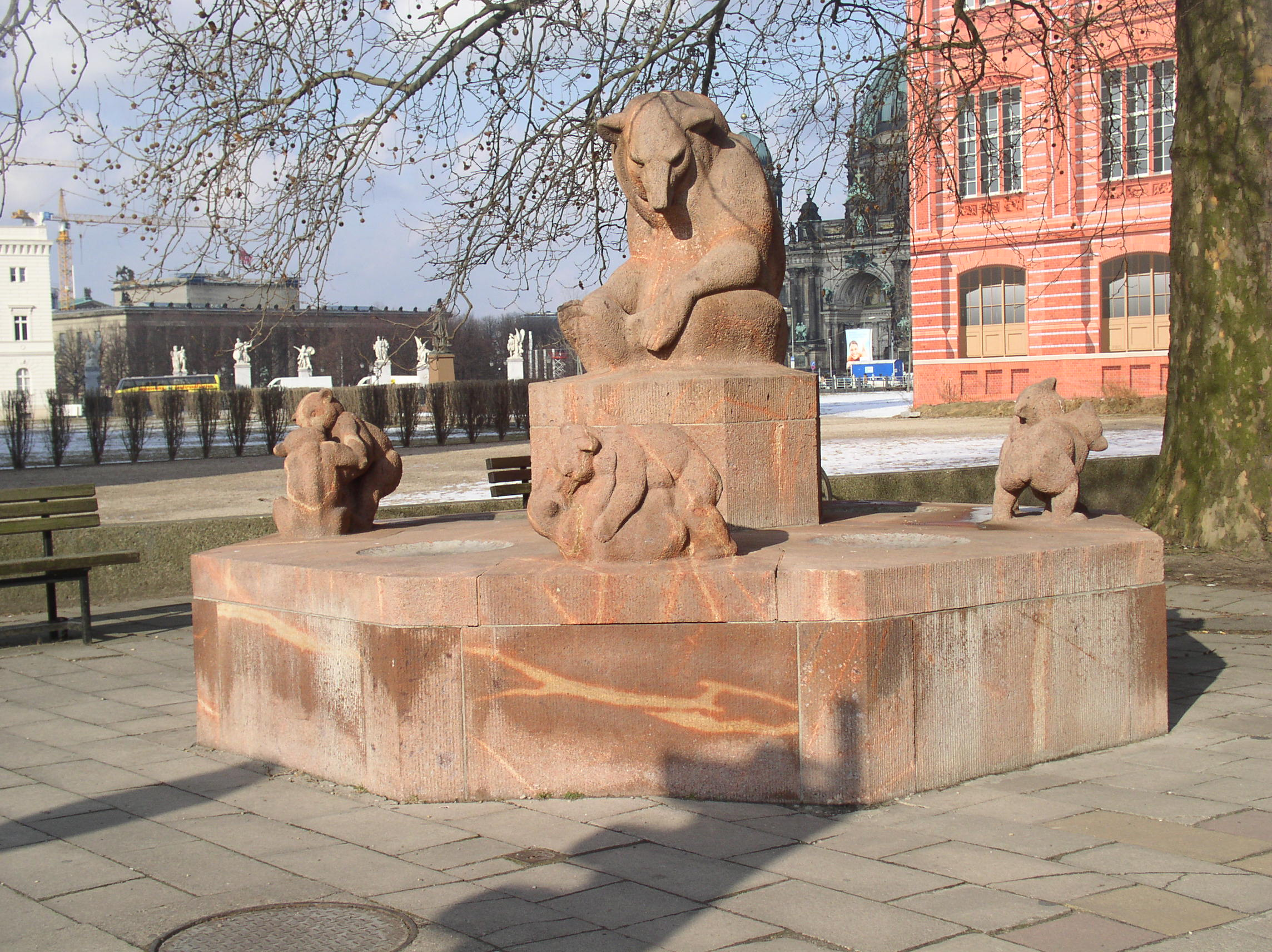
Bärenbrunnen ، برلین (۱۹۲۸)
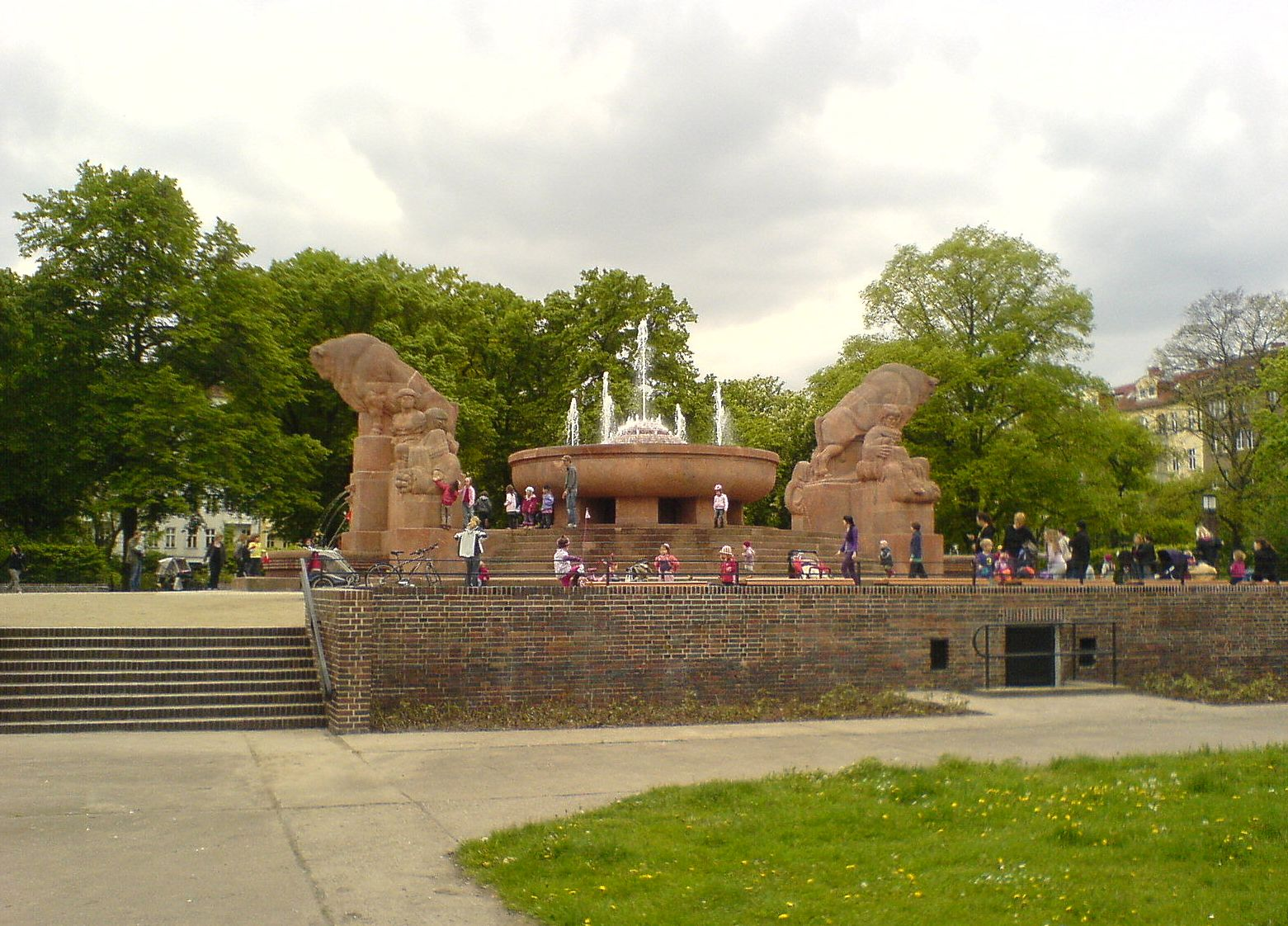
اشتیربرونن ، برلین (۱۹۲۷-۳۴)